# World of Warcraft: The Burning Crusade
World of Warcraft: The Burning Crusade (с англ. — «Мир военного ремесла: Пылающий поход») — первое дополнение к компьютерной игре World of Warcraft, вышедшее 16 января 2007 года в Европе и США. В дополнении введён новый мир — Запределье, 2 новые игровые расы: дренеи и эльфы крови, новая профессия — ювелирное дело, 16 подземелий для 5 человек и 8 рейдовых подземелий, система PvP-арен и многое другое.

## Сюжет
Название дополнения отсылает к возвращению «Пылающего Легиона» — огромной армии демонов, являющейся одной из основных сил, угрожающей Азероту во вселенной Warcraft, последнее вторжение которой было подавлено в Warcraft III: Reign of Chaos. Это дополнение включает опустошенный мир орков Запределье, которым правит Иллидан Ярость Бури (англ. Illidan Stormrage).
Владыка Судеб Каззак (англ. Lord of Fates Kazzak) снова открыл Темный портал в Запределье, наводнив Азерот демонами Пылающего Легиона. Экспедиции Орды и Альянса, усиленные их новыми союзниками — эльфами крови и дренеями, — прошли сквозь врата, чтобы остановить вторжение. На высохшем Полуострове Адского Пламени Запределья Альянс обнаружил несколько своих героев, которые прошли через портал много лет назад, в то время как Орда вступила в контакт с маг’харами — не тронутыми скверной орками, которые не участвовали в первоначальном вторжении их расы в Азерот. Экспедиция в Запределье еще сильнее втянула армии Орды и Альянса в конфликт с агентами Легиона и лейтенантами Иллидана, которые объявили разрушенный мир своим.

### Чёрный Храм
Стремясь править всем Запредельем, Иллидан создал неприступную крепость в Чёрном храме, бывшем святилище дренеев. Тем не менее, его влияние начало ослабевать после поражения самых доверенных его помощников, включая правителя наг леди Вайш (англ. Lady Vashj) и вероломного принца эльфов крови Кель’таса Солнечного Скитальца (англ. Kael'thas Sunstrider). Возникшее окно возможностей позволило Акаме (англ. Akama), вождю дренеев Запределья, известных как Сломленные, восстать против самопровозглашенного «Властелина Запределья». Вместе с бывшей тюремщицей Иллидана, одержимой ночной эльфийкой Майев Песнь Теней (англ. Maiev Shadowsong), Акама помог группе героев Орды и Альянса проникнуть в покои Иллидана и положить конец правлению Предателя раз и навсегда.

### Боги Зул’Амана
После многих лет сражений против высших эльфов на стороне Орды военачальник троллей Зул’джин (англ. Zul'jin) скрылся в городе Зул’Аман, столице троллей Амани, где призвал таинственные темные силы и восстановил свою армию. В то время как взоры Азерота были сосредоточены на борьбе с Пылающим Легионом и экспедиции в Запределье, искатели сокровищ вторглись в Зул’Аман, пробудив ненависть Зул’джина к внешнему миру, особенно к высшим эльфам Кель’Таласа. Узнав, что недавно окрещенные «эльфами крови» стали частью Орды, разъяренный Зул’джин объявил войну как Орде, так и Альянсу. Чтобы одержать верх, Зул’джин пытается пробудить древних духов и использовать их силу. Однако Орда и Альянс при поддержке эльфов крови осаждает столицу троллей Амани, после чего жестоко расправляется с безумным Зул’джином.

### Ярость Солнечного Колодца
После поражения в Запределье Кель’тас Солнечный Скиталец вернулся в Луносвет, столицу Кель’Таласа. Вместо того, чтобы привести свой народ к славе, как он обещал, павший принц предал их. Кель’тас задумал использовать Солнечный Колодец, источник магической силы эльфов крови, чтобы призвать повелителя демонов Кил’джедена (англ. Kil'jaeden) в Азерот. С помощью героев Орды и Альянса, армии «Расколотого Солнца», синего дракона Калесгоса (англ. Kalecgos) и смертной формы Солнечного Колодца Анвины (англ. Anvina) Кель’таса и Кил’джедена удалось остановить. Для того, чтобы восстановить Солнечный Колодец и вернуть эльфам источник магии, дренейский пророк Велен (англ. Prophet Velen) использовал магию наару М’уру (англ. M'uru).

## Новые доступные расы
Как Альянс, так и Орда получили по одной новой расе. Эти расы обеспечили Альянсу и Орде доступность персонажей, относящихся к ранее недоступным классам, и, таким образом, каждая фракция получила доступ ко всем доступным классам в игре.

### Эльфы крови
Э́льфы кро́ви (син’дорай) — это остатки высших эльфов, выжившие после разрушения Кель’Таласа Армией Плети. Они решили так называться в память о своих павших братьях. Вначале они оставались верными войскам людей в Лордероне и их человеческому командиру-расисту, великому маршалу Гаритосу, но становилось всё более ясно, что в Альянсе им больше не рады.
- Они присоединились к Орде вместе с орками, троллями, отрёкшимися и тауренами.
- Черты их расы заключаются в их пристрастии к магии и, вследствие этого, повышенной устойчивости к ней.
- Классы, доступные син’дорай: жрец, маг, чернокнижник, охотник, разбойник, паладин, рыцарь смерти[1], воин[2], монах[3] и охотник на демонов[4]. Было заявлено, что эльфы крови будут единственной расой, у которой не будет воинов; это сделано для того, чтобы сохранить ограниченное число доступных классов для справедливого сравнения с другими расами. Несмотря на это, после выхода дополнения Cataclysm разработчики всё-таки позволили создавать син’дорай-воинов.
- Начальная зона — остров Солнечного Скитальца, расположенный в лесах Вечной Песни в королевстве Кель’Талас.

### Дренеи
Эредары с Аргуса были чрезвычайно интеллектуальной расой, которая своими многочисленными достижениями привлекла внимание Саргераса, разрушителя миров. Саргерас сблизился с лидерами эредаров, Веленом, Кил’джеденом и Архимондом, и предложил им немыслимые силу и знания в обмен на преданность расы эредаров. В то время, как Кил’джеден и Архимонд согласились на верность Саргерасу, Велену явилось видение будущего, в котором эредары были превращены Саргерасом в демонов.
Велен и пока ещё несовращённые эредары бежали с Аргуса и нарекли себя «дрене́ями», что означает «изгнанные». При помощи наару, загадочных существ, одаривших дренеев данными Светом знаниями и силой, они поселились в тихом и спокойном мире Дренор, что на эредарском наречии означает «прибежище изгнанника».
Выжившие и несовращённые дренеи бежали с относительной безопасностью на их переносящем через измерения корабле, Экзодаре. Они потерпели крушение на острове Лазурной Дымки в Азероте и предложили свою поддержку Альянсу в борьбе против Пылающего Легиона и Орды. Их столица названа в честь их корабля, потерпевшего крушение в Азероте, и построена из самого большого обломка, взятого из останков корабля.
- Они присоединились к Альянсу, в который входят люди, дворфы, гномы и ночные эльфы.
- Танец мужчин-дренеев — это танец из видеоклипа «Tunak Tunak Tun[англ.]» (англ.) Да́лера Менди́[англ.] (англ.).
- Начальная зона расположена на островах Лазурной и Кровавой Дымки, которые расположены у западного побережья Калимдора.
- Дренеям доступны следующие классы: воин, жрец, паладин, маг, шаман, охотник, рыцарь смерти[1] и монах[3].

## Отзывы
| Сводный рейтинг | Сводный рейтинг |
| Агрегатор       | Оценка          |
| --------------- | --------------- |
| GameRankings    | 91,48 %         |